# نماد پی‌ای‌او

نماد پی اِی او یا مهلت پس از بازکردن (به انگلیسی: period after opening symbol)، نمادی گرافیکی است که مدت زمان قابل استفاده بودن محصولات آرایشی و بهداشتی را پس از نخستین بازکردن، مشخص می‌کند. این نماد شامل یک ظرف استوانه‌ای شکل با درب باز شده و عددی بر حسب ماه(M) یا سال(Y) می‌باشد.

## نمونه‌هایی در تصویر

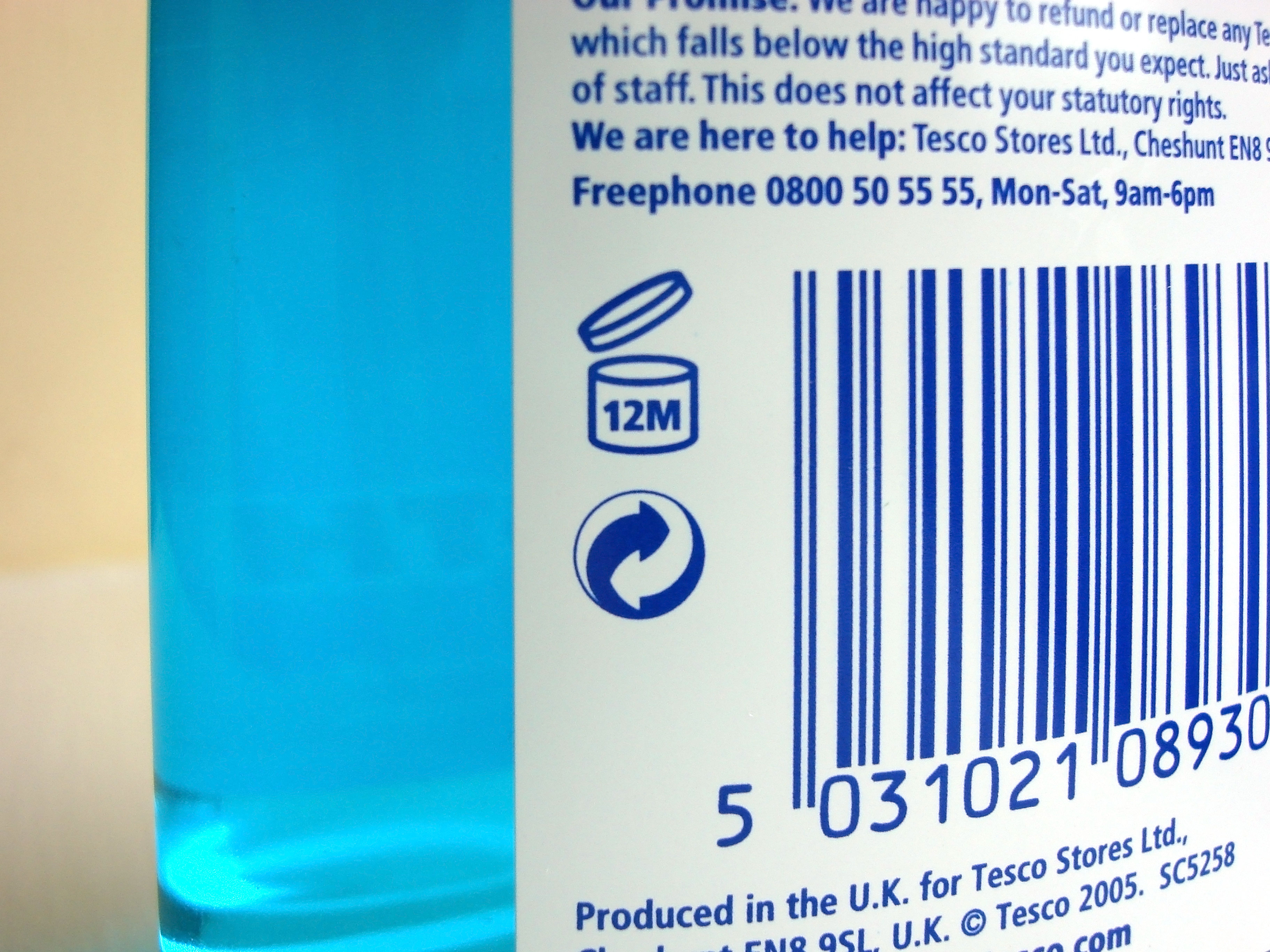
نماد پی اِی او روی یک شیشه دهان‌شویه
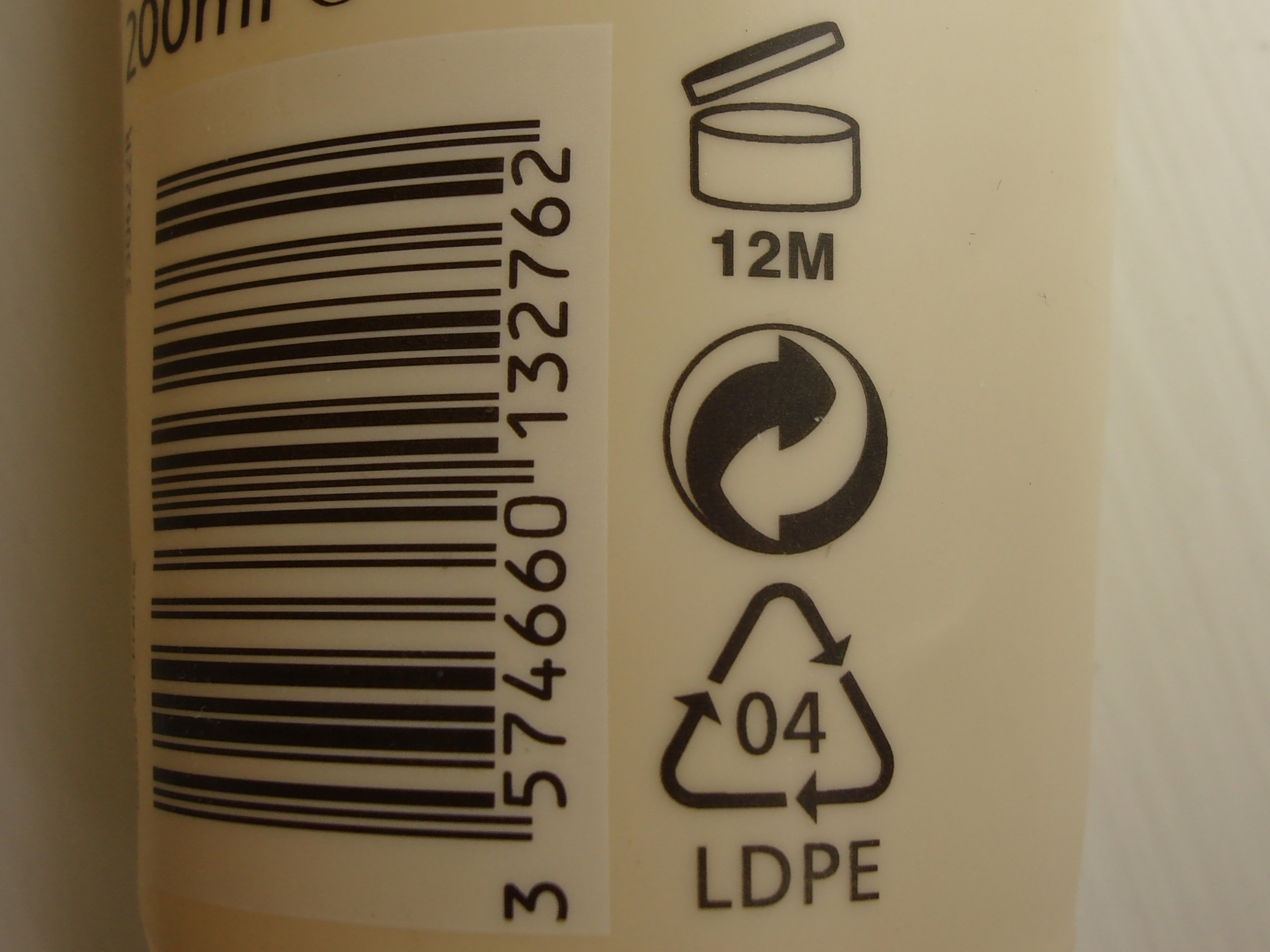
نماد پی اِی او به همراه نماد نقطه سبز و کد شناسایی رزین روی یک شیشه لوسیون
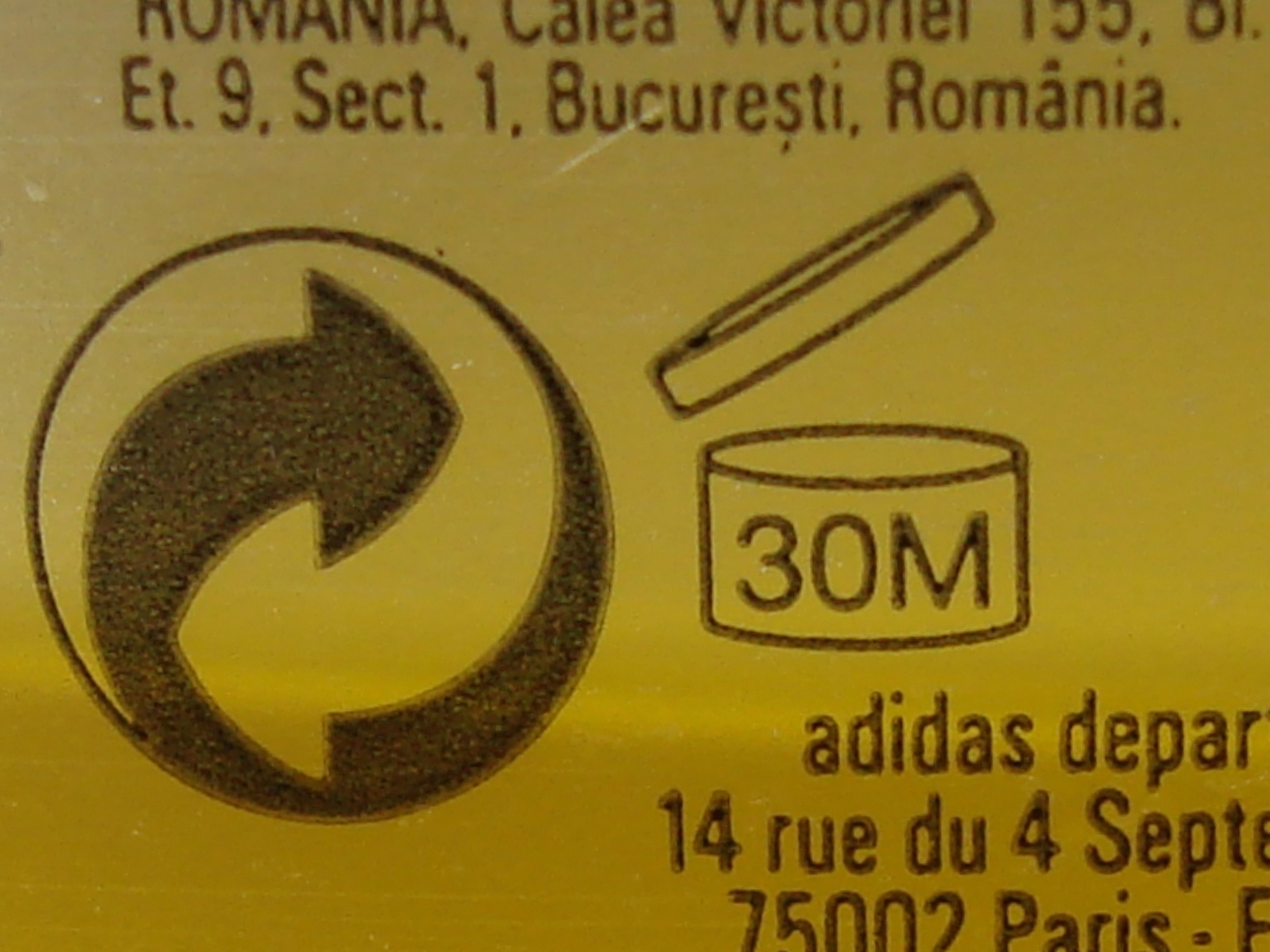
نماد پی اِی او روی یک شیشه شامپو بدن